# 헬레니즘 미술

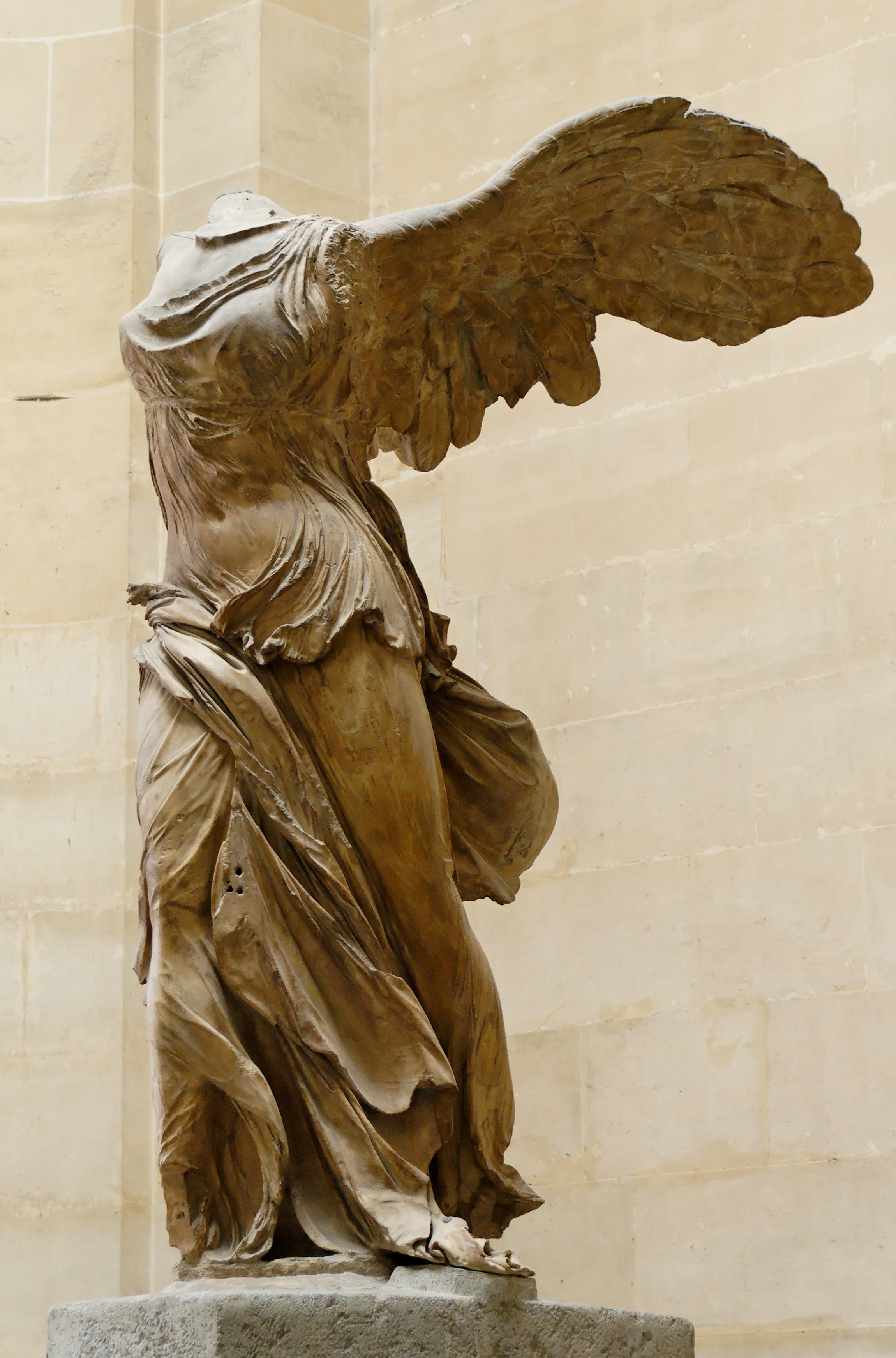
사모트라케의 니케.

헬레니즘 미술은 기원전 323년 알렉산드로스 대왕의 죽음에서부터 기원전 30년경 까지의 미술을 말한다. 연대의 상한은 고대 로마가 출현한 기원전 31년 악티움 해전에서 프톨레마이오스 이집트가 정복된 기원전 30년까지의 사건으로 인식된다. 라오콘 군상, 밀로의 비너스, 사모트라케의 니케를 포함, 그리스 조각의 가장 잘 알려진 작품의 대부분은 이 기간에 속한다.

## 갤러리

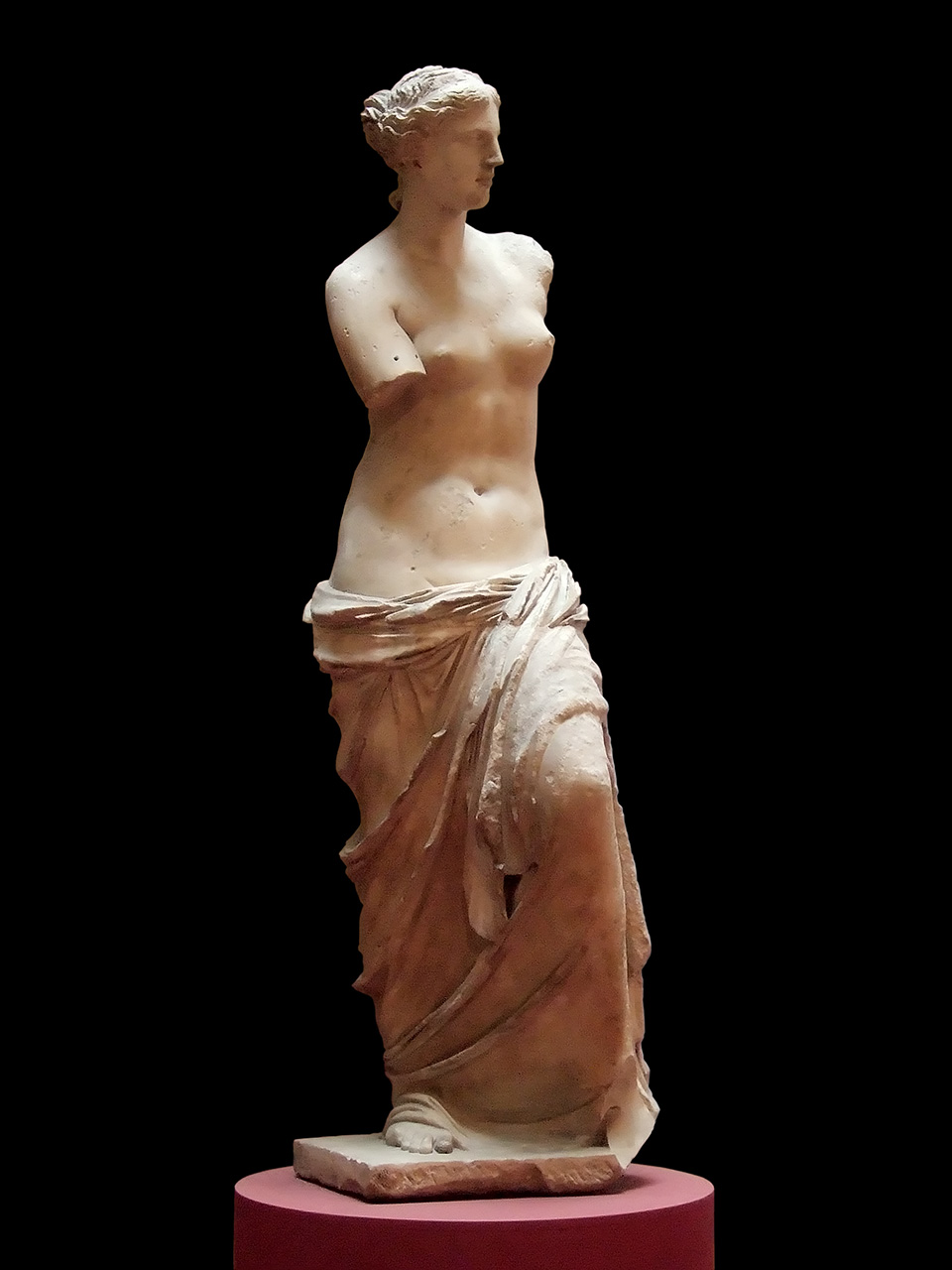
밀로의 비너스, 루브르.
갈리아인의 자살. 헬레니즘 작품의 로마시대 복제본.
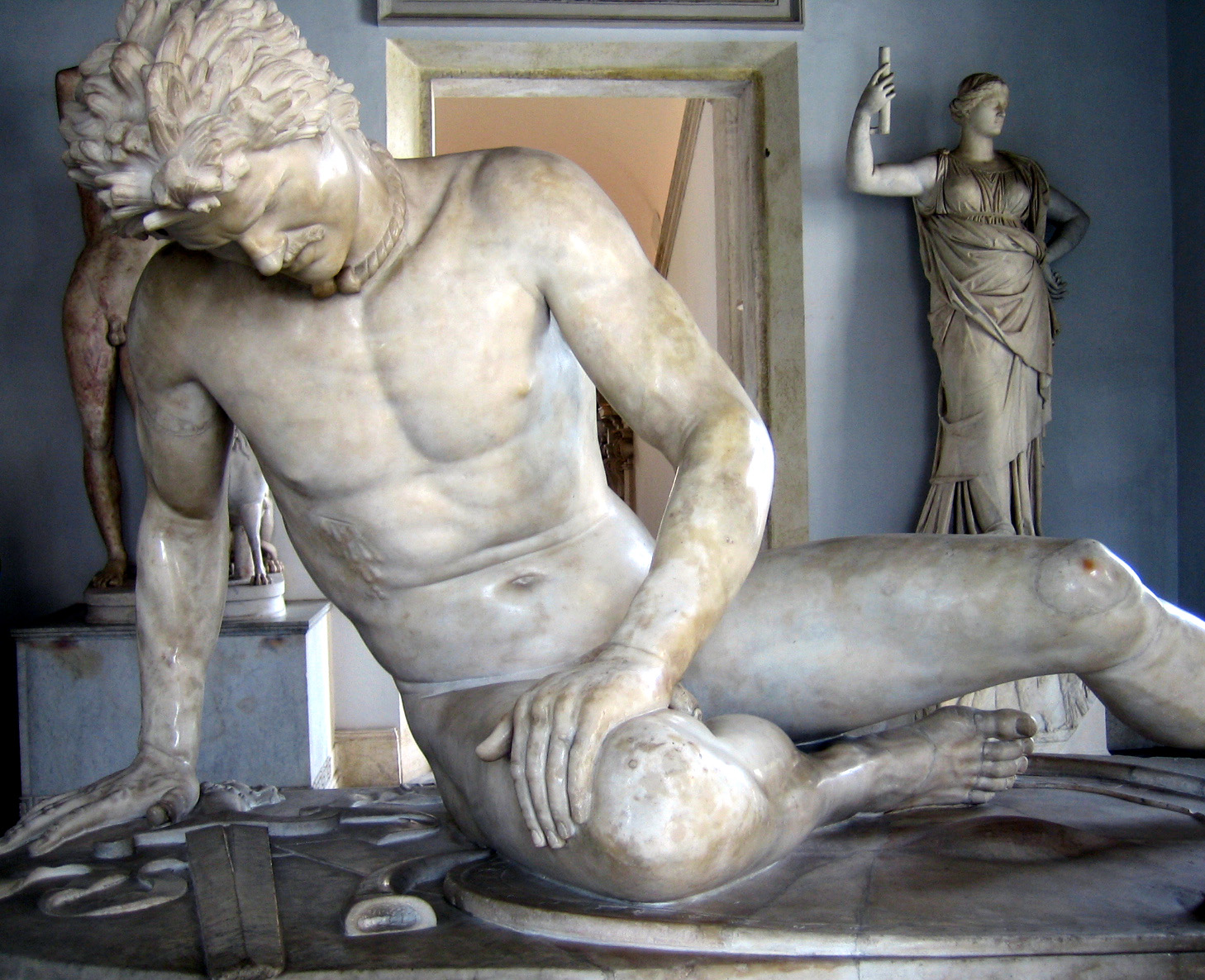
죽어가는 갈리아인. 로마 카피톨리니 미술관 소장품으로, 헬레니즘 작품의 로마시대 복제본.
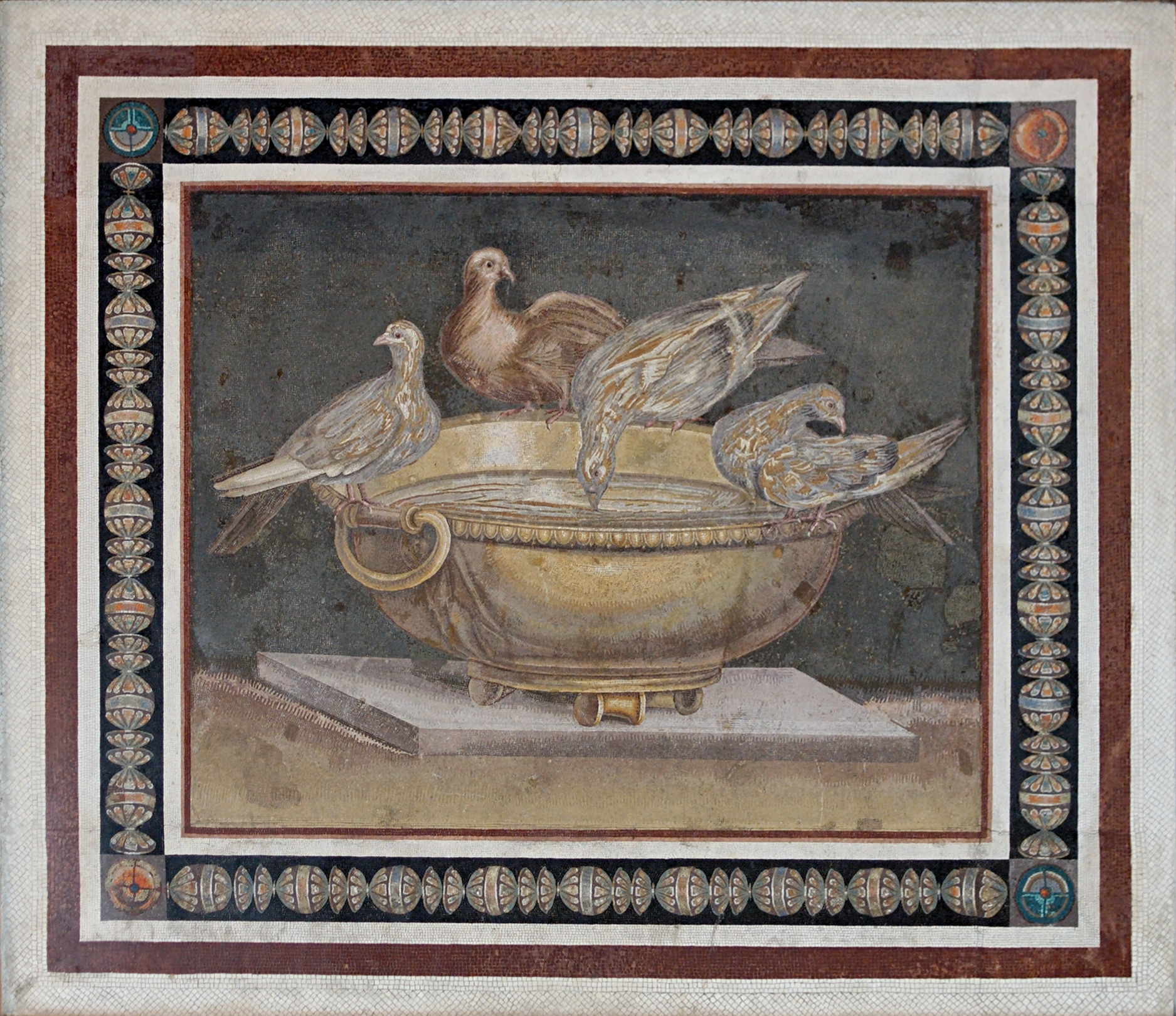
The "Dove Basin" (카피톨리니 ), 소소스에 기인.
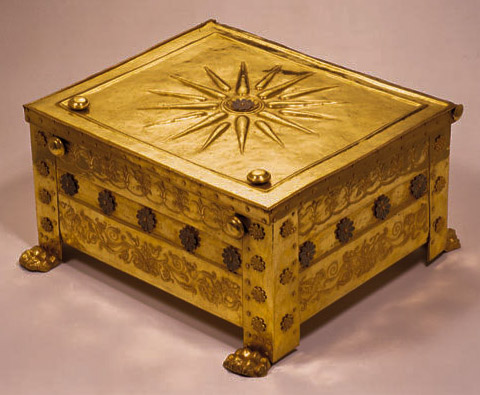
필리포스 2세의 유해를 담은 황금 라르낙스. 기원전 336년에 만들어졌다. 11킬로의 무게와 24캐럿 금으로 구성된다. 그리스, 베르기나.
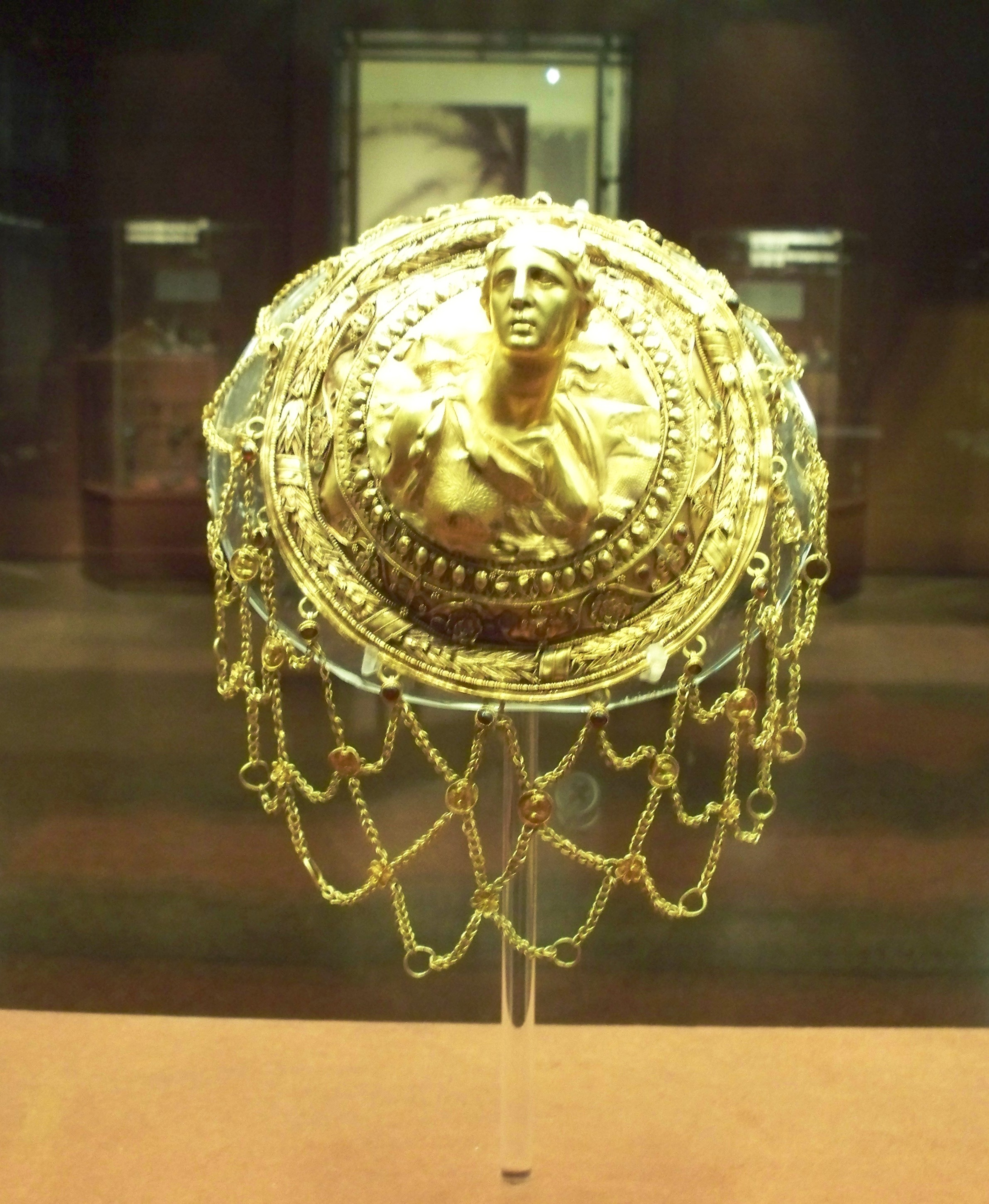
황금 머리장식. 기원전 3세기, 스타타토스 컬렉션, 아테네 국립 고고학 박물관.

## 같이 보기
- 알렉산드로스 대왕
- 헬레니즘 문명
- 헬레니즘 시대의 그리스
- 그리스주의 작품: 바르베리니 파운, 라오콘 군상, 아탈로스의 스토아, 밀로의 비너스, 사모트라케의 니케, 퀴리날레의 권투 선수, 데르베니 크라테르.
- 바쿠스 미술

## 참고 문헌
- This article draws heavily on the fr:Art hellénistique article in the French-language Wikipedia, which was accessed in the version of 10 November 2006.
- Boardman, John (1989). 《Greek Art》. London: Thames and Hudson. ISBN 0-500-20292-3.
- Burn, Lucilla (2005). 《Hellenistic Art: From Alexander The Great To Augustus》. Los Angeles: J. Paul Getty Trust Publications. ISBN 0-89236-776-8.
- Charbonneaux, Jean, Jean Martin and Roland Villard (1973). 《Hellenistic Greece》. Peter Green  (trans.). New York: Braziller. ISBN 0-8076-0666-9.
- Havelock, Christine Mitchell (1968). 《Hellenistic Art》. Greenwich, Connecticut: New York Graphic Society Ltd. ISBN 0-393-95133-2.
- Holtzmann, Bernard and Alain Pasquier (2002). 《Histoire de l'art antique: l'art grec》. Réunion des musées nationaux. ISBN 2-7118-3782-3.
- Pollitt, Jerome J. (1986). 《Art in the Hellenistic Age》. Cambridge University Press. ISBN 0-521-27672-1.